# کوان هورست
کوان هورست (انگلیسی: Kevan Hurst؛ زادهٔ ۲۷ اوت ۱۹۸۵ بازیکن فوتبال اهل بریتانیا است.
از باشگاه‌هایی که در آن بازی کرده‌است می‌توان به باشگاه فوتبال والسال، باشگاه فوتبال چسترفیلد، باشگاه فوتبال شفیلد یونایتد، باشگاه فوتبال ساوتند یونایتد، باشگاه فوتبال اسکانتورپ یونایتد، باشگاه فوتبال بوستون یونایتد، باشگاه فوتبال مورکم، باشگاه فوتبال استوک‌پورت کانتی، و باشگاه فوتبال کارلایل یونایتد اشاره کرد.